# Tillyardembia
Tillyardembia — викопний рід палеозойських крилатих комах з вимерлого ряду Cnemidolestodea. Існував у середній-пізній пермі (279—252 млн років тому). Відбитки цих знайдені на території Росії: біля села Чекарда Пермського краю та біля села Залазна Кіровської області. Скам'янілості містять сліди пилку кордаїтів (вимерлі хвойні рослини) на їхніх головах, грудях, ногах і черевці. Вважається, що це найдавніші відомі комахи-запилювачі.

## Опис
Тіло комахи завдовжки до 1,5 см. Крило до 13 мм завдовжки, 4 мм завширшки.

## Види
Включає три види:
- Tillyardembia antennaeplana Zalessky 1937
- Tillyardembia ravisedorum Vilesov and Novokshonov 1993
- Tillyardembia zalazna[ru] Aristov 2018